# Preferenze di Sistema
Preferenze di Sistema è un'applicazione inclusa nel sistema operativo macOS che permette all'utente di modificare varie impostazioni di sistema, le quali sono divise in pannelli separati. È stata introdotta con la prima versione Mac OS X per rimpiazzare il pannello di controllo incluso in Mac OS classic.

## Storia
Prima del rilascio di Mac OS X nel 2001, l'utente era in grado di modificare le impostazioni di sistema attraverso pannelli di controllo. Quest'ultimi erano risorse separate (cdevs) accessibili attraverso il Pannello di Controllo dell'Apple menu.
Una forma rudimentale delle Preferenze di Sistema era nelle preferenze dell'Apple Lisa del 1983. Includeva una sottocategoria di impostazioni configurabili chiamate "impostazioni comode". Susan Kare disegnò l'interfaccia del primo pannello di controllo e provò a farlo più user-friendly possibile. Questo progetto è stato usato fino a System 3, quando i file del pannello di controllo separato ("cdev") venivano aggiunti, pienamente accessibili dal pannello di controllo.
Con System 7, i pannelli di controllo vennero separati in applicazioni separate, accessibili dal Finder e attraverso un menu secondario nell'Apple menu.

## Sezione "Personale"
- "Aspetto": per le modifiche del colore generale di macOS, della posizione delle frecce di scorrimento e dell'arrotondamento dei font;
- "Dock": per la gestione delle preferenze legate al Dock del sistema operativo;
- "Mission Control e Spaces": per la configurazione dei tasti di scelta rapida per Mission Control, Spaces e Dashboard e per l'eventuale attivazione e utilizzo degli angoli attivi;
- "Lingua e Testo" (precedentemente "Internazionale"): per la gestione delle lingue e delle impostazioni degli standard numerici;
- "Scrivania e Salvaschermo": utilizzato per cambiare l'immagine di sfondo alla Scrivania, al salvaschermo e le loro relative impostazioni;
- "Sicurezza": per l'attivazione di FileVault, per la configurazione della password legata all'utente e la master password di FileVault;
- "Spotlight": per la configurazione dell'indicizzazione di Spotlight e per gli eventuali dispositivi da escludere dalla ricerca.

## Sezione "Hardware"
- "CD e DVD": utilizzato per cambiare le impostazioni di default quando vengono inseriti CD o DVD vuoti, ma anche CD musicali, CD di immagini e DVD video;
- "Ink": per la gestione del sistema di riconoscimento della scrittura manuale Inkwell (appare quando è collegata una tavoletta grafica);
- "Monitor": per l'impostazione della risoluzione, del numero di colori e del profilo colore del monitor;
- "Risparmio Energia": per l'impostazione e gestione del gestore energetico del computer e per l'eventuale sospensione o spegnimento del computer dopo uno stabilito periodo di inattività dello stesso. Questo pannello imposta anche lo spegnimento e l'accensione programmata del computer;
- "Stampa e Fax": per l'impostazione e la configurazione del gestore della stampante e del gestore del fax;
- "Suono": per la regolazione dell gestore sonoro del computer e delle periferiche di input e output audio;
- "Tastiera": per permettere di configurare la tastiera collegata al computer;
- "Mouse": per consentire di configurare i mouse collegati o abbinati al computer;
- "Trackpad": per permettere di configurare il trackpad interno (solo su computer portatili).

## Sezione "Internet e Wireless"
- "iCloud" (precedentemente "MobileMe" e ".Mac"): utilizzato per impostare le preferenze dell'account di MobileMe (precedentemente .Mac e iDisk);
- "Network": per gestire le porte ethernet, AirPort, il modem, le VPN e altri aspetti del network
- "Bluetooth": per l'abbinamento di dispositivi Bluetooth e per la modifica delle impostazioni dello stesso;
- "Condivisione": per gestire i server di condivisioni forniti con il sistema operativo. Permette di gestire anche i firewall di sistema e la condivisione della connessione internet.

### Pannelli deprecati
- "QuickTime": per la configurazione della velocità di collegamento con la rete, dei plug-in installati, degli aggiornamenti e della registrazione di QuickTime.

## Sezione "Sistema"
- "Accesso universale": per gestire le impostazioni di Accesso universale per facilitare l'utilizzo del computer agli utenti disabili;
- "Account": per la creazione e la modifica degli utenti, i privilegi amministratore e le limitazioni utente;
- "Aggiornamento Software": per la configurazione della ricerca degli aggiornamenti software del sistema operativo e per la visualizzazione dei precedenti aggiornamenti installati;
- "Controlli Censura": per consentire di configurare il filtro famiglia per contenuti web e applicazioni utilizzabili;
- "Data e Ora": utilizzato per impostare la data e l'ora del computer, nonché l'aspetto dell'orologio sulla barra dei menu;
- "Disco di Avvio": per impostare la partizione utilizzata per avviare il computer;
- "Time Machine": per gestire la frequenza del backup e i dischi utilizzati da Time Machine;
- "Siri": per impostare il sistema di sintesi vocale e di riconoscimento della voce del computer.

### Pannelli deprecati
- "Classic": utilizzato per attivare l'ambiente Classic e per impostarne le preferenze.

## Sezione "Accessori"
In questa sezione, i programmi di terze parti possono aggiungere dei pannelli di preferenze.
Le applicazioni che si servono di pannelli di preferenze per modificare le impostazioni sono normalmente utility prive di interfaccia grafica, ad esempio applicazioni che alterano l'aspetto o il funzionamento del sistema operativo, sistemi di notifica come il popolare Growl, applicazioni che aggiungono codec video o il supporto a nuovi file system.